# 湯本鬼剣舞
湯本鬼剣舞（ゆもとおにけんばい）は、岩手県和賀郡西和賀町の伝統芸能である。1960年代から1980年代にかけて岩崎鬼剣舞から伝授された。

## 構成

### 編成
- 庭元（座元）、囃子方「太鼓（1人）、笛（2～4人）、手平鉦（てびらがね）（1～2人）」、踊り手（8人編成を基本）。これにカッカタ（道化面）、晴衣の少年（または少女）の胴取りが付属するのが本来の姿とされている。
- 念仏は太鼓・手平鉦が唱える。

### 鬼の面
- 面の色は五色。鬼ではなく仏なので面には角はない。
- 色は陰陽五行説による四季、方位を表すと共に五大明王を表している。

- 青面：東、春、降三世明王、赤面：夏、南、軍茶利明王、白面：西、秋、大威徳明王、黒面：北、冬、金剛夜叉明王、黄面：カッカタ（道化面）不動明王
- 踊り手の中心は白面、他の面は「阿（あ）口が開いている」と「吽（うん）口が閉じている」の面をそれぞれつける。
- 白面はリーダーであり1人しかいない。もっとも鬼剣舞のうまい人のみがつけられる。ちなみに一人加護を踊れるのはこの白面をつけた者のみとされている。白面をつける者を一剣（いちけん）と呼ぶ。